# Валлей-канал
Валлей-канал (нидерл. Valleikanaal) — канал в Нидерландах.
Длина — 40 км. Канал соединяет Нижний Рейн (Недер-Рейн) в Ренене и Эм в Амерсфорте. Своё название получил в честь долины в провинциях Гелдерланд и Утрехт, по которой проложен в 1935—1941 гг.
По каналу могут проходить лишь лодки, он используется не в судоходных целях, а в дренажных, предотвращая наводнения. Канал загрязнён илистыми отложениями, периодически ведётся чистка и дноуглубительные работы.